# Regionalflughafen Concord-Padgett

i8
i11
i13
Der Concord-Padgett Regional Airport (IATA-Code: USA, ICAO-Code: KJQF, FAA-LID: JQF) ist ein öffentlicher Flughafen, 13 km westlich von Concord im Cabarrus County, North Carolina in den Vereinigten Staaten.

## Flughafendaten
Er hat eine Asphaltpiste mit 2256 m Länge und 30 m Breite. Die Fläche des Flughafens beträgt 300 ha. Die Seehöhe beträgt 215 m.

## Geschichte
Der Flughafen wurde 1994 als Concord Regional Airport eröffnet. Allegiant Air startete 2013 eine Route nach Orlando, Florida und später zu mehreren Flugzielen in Florida. Im Jahre 2018 wurde der Flughafen zu Ehren des ehemaligen Bürgermeisters J. Scott Padgett in  Concord-Padgett Regional Airport umbenannt.

## Flugbetrieb
Im Jahre 2022 wurden 124.276 Passagiere befördert. Im selben Jahr fanden 87.471 Flugbewegungen statt, davon 19.036 lokale Bewegungen, 50.339 Zwischenlandungen, 2.344 Air-Taxi-Flüge, 1.134 Frachtflüge und 671 militärische Flüge. In diesem Jahr waren hier 176 einmotorige und 26 zweimotorige Flugzeuge sowie 35 Jetflugzeuge und 8 Hubschrauber stationiert.
Der Concord-Padgett Regional Airport liegt im Herzen von „Where Racing Lives“ und ist die Heimat vieler NASCAR-Teamflugzeuge. Durch die Nähe des Flughafens zur Interstate 85 wird ein 
bequemer Zugang zum Charlotte Motor Speedway und damit zum zMAX Dragway und zum Dirt Track at Charlotte geboten.
Die wichtigste Fluggesellschaft für den Flughafen ist Allegiant Air.